# ズヂツェ - プロチヴィーン線
ズヂツェ - プロチヴィーン線（ズヂツェ プロチヴィーンせん、チェコ語: Železničná trať Zdice – Protivín）は、チェコ国鉄の鉄道線の名称である。路線番号は200。
1875年、ラコヴニーク・プロチヴィーン鉄道によって開業した。2018,19年度は、プロチヴィーン - ピーセク間のみ190号線の支線として扱われていた。

## 運行形態

### 特急「リフリーク(R)」
下記2系統に分かれる。
- R26系統：　プラハ～ズヂツェ～プロチヴィーン～チェスケー・ブヂェヨヴィツェ　　※アリヴァ列車による運行
定期列車。一日5往復、ピーセク以南は6往復が運行されている。ズヂツェ以北は170号線に、プロチヴィーン以南は190号線に直通する。朝の北行平日1本に限り、プルジーブラム団地に停車する。
2019年以前は、チェコ鉄道による運行で、「オタヴァ」号の愛称がつけられていた。2020年以前は、一日4往復（週2日に限り5往復）、ピーセク以南は6往復（金曜日のみ7往復）の運行であった。2022年度以前は、全列車プルジーブラム団地を通過していた。

- 過去の運行系統
  - ブラテンスキー・モトラーチェク号：　プラハ - ズヂツェ - ブルジェズニツェ - ブラトナー　【年7日運行】
2017年以前は、「ポシュマヴスキー・リフリーク」号として運行していた。夏季に、土曜日のヴォラリ行と日曜日のプラハ行のみ、週1往復の運行であった。ズヂツェ以北は170号線に、ブルジェズニツェ以南は203号線に直通していた。途中、ズヂツェとロホヴィツェを通過していた。
2018,19年は春季中心に年7日、一日1往復の運行となった。
2020年以降休止。
  - ピーセク町 - ピーセク - プロチヴィーン - チェスケー・ブヂェヨヴィツェ
平日のみ、一日2.5往復が運行していた。途中、ヘルジマニを通過していた。ピーセク以北は201号線に、プロチヴィーン以南は190号線に直通していた。
2019年末に運行休止。

### 快速「スピェシニー(Sp)」
- ツィクロ・ブルディ号：　プラハ - ズヂツェ - ブルジェズニツェ - ブラトナー　【春・夏の土曜・休日運行】　　※チェコ鉄道による運行
夏季の休日のみ、一日1往復の運行。ブルジェズニツェ以南は203号線に直通する。停車駅は特急とほぼ同じだが、プルジーブラム団地とミリーンにも停車する。
2017年以前は、旧型客車を用いた「オタフスキー・モトラーチェク」号が、ベロウン - ズヂツェ - ピーセク - ピーセク町間に、夏季の日曜日のみ週1往復運行していた。ズヂツェ以北は170号線に、ピーセク以南は201号線に直通していた。停車駅は特急とほぼ同じだが、ミロヴィツェは通過していた。2021年より、プルジーブラム団地に停車を開始した。

- チェスケー・ブヂェヨヴィツェ - プロチヴィーン - ピーセク　　※チェコ鉄道による運行
平日は2時間間隔で、土曜日は一日4往復、休日は一日3往復運行する。プロチヴィーン以南は190号線に直通する。
過去の運行形態
2019年以前は普通列車として運行していて、平日にブヂェヨヴィツェ行のみ片道1本、休日に一日1往復の運行であった。ヘルジマニにも停車していた。
2019年末に平日2時間間隔・休日1.5往復に増発された。また、ヘルジマニは通過となった。
2020年末に、快速に格上げされた。また、午後のピーセク行1本に限り、プロチヴィーンとプチム通過となった。
2023年度に、全てプロチヴィーンとプチム停車となった。
2025年度より、土曜日の本数が一日4往復に、休日の本数が一日3往復に増発となった。

### 普通
- プロチヴィーン - ブルジェズニツェ　　※チェコ鉄道による運行
2時間に1本の運行。ブルジェズニツェでベロウン方面の列車と接続する。平日の半数はピーセク以北の運行で、ピーセクで快速と接続するダイヤとなっている。プロチヴィーンへの直通列車は、プロチヴィーンで190号線のブルノ方面特急、ストラコニツェ方面普通と接続する。
2019年以前は、下記のブルジェズニツェ以北の列車と一体の運用で、ベロウンまで運行していた。2023年度以前は、ほとんどの列車がプロチヴィーン発着であった。2024年度以前は、全列車がヘルジマニ、ドルニー・オストロヴェツ、スメタノヴァ・ルホタにも停車していた。

- ブラトナー - ブルジェズニツェ - ズヂツェ - ベロウン　　※チェコ鉄道による運行
2時間に1本の運行。ブルジェズニツェ以南は203号線に、ズヂツェ以北は170号線に直通する。ブルジェズニツェでプロチヴィーン方面の列車と接続する。
2019年以前は、上記のブルジェズニツェ以南の列車と一体の運用で、203号線と直通せず、プロチヴィーンまで運行していた。

- 過去の運行系統
  - ターボル→ピーセク→プロチヴィーン
平日のみ、片道1本運行していた。ピーセク以北は201号線から直通していた。
2019年末に運行休止。
  - ティーン - プロチヴィーン - ピーセク - ピーセク町　【夏季の年5日運行】　※KPTレール社による運行
年5日（土曜日）、一日2往復が運行していた。プロチヴィーン以南は190号線に、ピーセク以北は201号線に直通していた。途中、ヘルジマニを通過していた。
2020年に限り運行していた。

## 駅一覧
以下では、チェコ国鉄200号線の駅と営業キロ、停車列車、接続路線などを一覧表で示す。
- 種別
  - R：特急
  - Sp：快速
  - Os：普通
- 停車駅
  - ■印：全列車停車
  - ●印：大部分停車、一部通過
  - ｜印：全列車通過

| 路線名 | 駅名                                     | 駅間営業キロ | 累計営業キロ | R  | Sp | Os | 接続路線                                               | 所在地         | 所在地         |
| ------ | ---------------------------------------- | ------------ | ------------ | -- | -- | -- | ------------------------------------------------------ | -------------- | -------------- |
| 200    | プロチヴィーン駅                         | -            | 0.0          | ■  | ■  | ■  | 190号線（ブルノ方面、プルゼニ方面）                    | 南ボヘミア州   | ピーセク郡     |
| 200    | ヘルジマニ駅                             | 5.9          | 5.9          | ｜ | ｜ | ○  |                                                        | 南ボヘミア州   | ピーセク郡     |
| 200    | プチム駅                                 | 2.6          | 8.5          | ｜ | ■  | ■  | 201号線（ストラコニツェ方面）                          | 南ボヘミア州   | ピーセク郡     |
| 200    | ピーセク駅                               | 4.0          | 12.5         | ■  | ■  | ■  | 201号線（ターボル方面）                                | 南ボヘミア州   | ピーセク郡     |
| 200    | ピーセク停留所                           | 2.0          | 14.5         | ｜ |    | ■  |                                                        | 南ボヘミア州   | ピーセク郡     |
| 200    | ピーセク・ドベシツェ駅                   | 2.6          | 17.1         | ｜ |    | ■  |                                                        | 南ボヘミア州   | ピーセク郡     |
| 200    | チジョヴァー駅                           | 3.4          | 20.5         | ■  |    | ■  |                                                        | 南ボヘミア州   | ピーセク郡     |
| 200    | ヴラージ・ウ・ピースク駅                 | 6.8          | 27.3         | ｜ |    | ■  |                                                        | 南ボヘミア州   | ピーセク郡     |
| 200    | ドルニー・オストロヴェツ駅               | 3.3          | 30.6         | ｜ |    | ●  |                                                        | 南ボヘミア州   | ピーセク郡     |
| 200    | スメタノヴァ・ルホタ駅                   | 4.6          | 35.2         | ｜ |    | ●  |                                                        | 南ボヘミア州   | ピーセク郡     |
| 200    | チメリツェ駅                             | 3.0          | 38.2         | ■  |    | ■  |                                                        | 南ボヘミア州   | ピーセク郡     |
| 200    | ホルニー・ネレスツェ駅                   | 4.2          | 42.4         | ｜ |    | ■  |                                                        | 南ボヘミア州   | ピーセク郡     |
| 200    | ミロヴィツェ駅                           | 2.8          | 45.2         | ■  |    | ■  |                                                        | 南ボヘミア州   | ピーセク郡     |
| 200    | ミスリーン駅                             | 2.5          | 47.7         | ｜ |    | ■  |                                                        | 南ボヘミア州   | ピーセク郡     |
| 200    | ドブラー・ヴォダ・ウ・ブルジェズニツェ駅 | 3.9          | 51.6         | ｜ |    | ■  |                                                        | 中央ボヘミア州 | プシーブラム郡 |
| 200    | ブルジェズニツェ駅                       | 2.9          | 54.5         | ■  | ■  | ■  | 203号線（ブラトナー方面）、204号線（ロジミタール方面） | 中央ボヘミア州 | プシーブラム郡 |
| 200    | トホヴィツェ駅                           | 5.2          | 59.7         | ｜ | ｜ | ■  |                                                        | 中央ボヘミア州 | プシーブラム郡 |
| 200    | トホヴィツェ停留所(*1)                   | 1.3          | 61.0         | ｜ | ｜ | ■  |                                                        | 中央ボヘミア州 | プシーブラム郡 |
| 200    | オストロフ・ウ・トホヴィツ駅             | 2.3          | 63.3         | ｜ | ｜ | ■  |                                                        | 中央ボヘミア州 | プシーブラム郡 |
| 200    | ミリーン駅                               | 2.9          | 66.2         | ｜ | ■  | ■  |                                                        | 中央ボヘミア州 | プシーブラム郡 |
| 200    | プルジーブラム団地駅(*2)                 | 5.7          | 71.9         | ○  | ■  | ■  |                                                        | 中央ボヘミア州 | プシーブラム郡 |
| 200    | プルジーブラム駅                         | 1.8          | 73.7         | ■  | ■  | ■  |                                                        | 中央ボヘミア州 | プシーブラム郡 |
| 200    | ブラトコヴィツェ駅                       | 6.1          | 79.8         | ｜ | ｜ | ■  |                                                        | 中央ボヘミア州 | プシーブラム郡 |
| 200    | インツェ駅                               | 5.8          | 85.6         | ■  | ■  | ■  |                                                        | 中央ボヘミア州 | プシーブラム郡 |
| 200    | レイコヴィツェ駅                         | 3.6          | 89.2         | ｜ | ｜ | ■  |                                                        | 中央ボヘミア州 | プシーブラム郡 |
| 200    | ロホヴィツェ駅                           | 4.6          | 93.8         | ■  | ■  | ■  | 172号線（ザドニー・トルジェバニ方面）                  | 中央ボヘミア州 | ベロウン郡     |
| 200    | リボミシル駅                             | 3.6          | 97.4         | ｜ | ｜ | ■  |                                                        | 中央ボヘミア州 | ベロウン郡     |
| 200    | ズヂツェ駅                               | 4.5          | 101.9        | ■  | ■  | ■  | 170号線（プラハ方面、プルゼニ方面）                    | 中央ボヘミア州 | ベロウン郡     |

(*1) 2019年12月開業。
(*2) 2020年10月1日開業。